# Odontobunus elegans
Odontobunus elegans is een hooiwagen uit de familie echte hooiwagens (Phalangiidae).